# Красноголовый бородастик
Красноголо́вый борода́стик (лат. Psilopogon haemacephalus) — вид дятлообразных птиц семейства бородастиковых. Обитает на Индийском субконтиненте и в некоторых районах Юго-Восточной Азии. Известен пением, похожим на метроном, оно похоже на звук, издаваемый кузнецом-медником, ударяющим молотком по металлу. Благодаря его присутствию в городских средах обитания, этот вид сравнительно хорошо известен по сравнению с другими азиатскими бородастиками. Выделяют 9 подвидов.

## Описание
Красноголовый бородастик — это птица с большой головой и крепким клювом, достигает длины 15—17 см и массы 30—53 г.
Имеет длинные носовые и подбородочные щетинки, которые простираются почти на всю длину клюва. Лоб и макушка красные. Бровь и пятно под глазом жёлтые. Глаз окружен красным окологлазным кольцом и черными глазными полосами. Затылок, воротничок и малые покровы головы голубовато-зеленые. Подбородок и горло жёлтые с красно-чёрным пятном на пересечении с грудью. Грудь, брюхо, бока и подхвостье преимущественно кремовые с зелеными пестринами. Остальные части птицы в основном зеленые, в некоторых местах с синим оттенком. Ноги ярко-красные.
Самка тусклее, чем самец, с некоторым количеством жёлтого на более узком красном пятне на груди.
Во время гнездового сезона из-за износа перьев, оперение верхней части спины может казаться синеватым.
Неполовозрелые особи имеют более тусклую окраску, полностью лишены красного цвета и имеют полосатую окраску до самого горла.

## Распространение, места обитания и биология
Вид распространен в Бангладеш, Бутане, Вьетнаме, Индии, Индонезии, Камбодже, Китае, Лаосе, Малайзии, Мьянме, Непале, Пакистане, Сингапуре, Таиланде, на Филиппинах и Шри Ланке.
В горах Пални встречается ниже 1200 м. В северной Индии вид встречается в долинах внешних Гималаев на высоте до 910 м; редок в северо-западных штатах Индии и во влажных лесах в Ассаме.
Ареал красноголового бородастика пересекается с несколькими более крупными бородастиками в большей части Южной Азии. В Западных Гатах ареал частично пересекается с малабарским бородастиком.
По всему ареалу населяет парки, сады, рощи и редколесья, обитает в городах.
Особи подвида Megalaima haemacephala indica никогда не встречаются в закрытых лесных массивах, хотя их находят там, где в лесу есть вырубки. Они наиболее приспособлены к жизни на лесных опушках, в лесах, кустарниках и садах, поэтому стали широко распространены по всему ареалу. Именно благодаря такой приспособляемости этот подвид смог расширить свой ареал, хотя другие бородастики не смогли этого сделать или даже сократили ареалы из-за вырубки лесов.

## Поведение
Живёт поодиночке или небольшими группами, проводит больше времени в гнезде по сравнению с другими бородастиками.
Неполовозрелые птицы устраиваются на ночлег вместе с родителями, при этом возвращаются на ночлег раньше родителей, чтобы избежать исключения из гнезда взрослыми птицами.
Для строительства гнезда выдалбливает дупло в дереве. Предпосылкой для обитания является наличие сухостоя или деревьев с достаточным количеством веток мертвой древесины, которая подходит для выдалбливания дупла, необходимого как для гнездования, так и для укрытия.
Использует хвост в качестве опоры при выдалбливании дупла, которое обычно находится на высоте 2—15 м над землей, со входом диаметром 4—5 см. Дупло обычно новое, но иногда могут использоваться и старые после осмотра и очистки. Глубина гнездовой полости составляет 15—80 см, в неё откладывается 2—4 яйца, чаще всего — три.
Один из родителей обычно остается рядом с местом расположения гнезда, чтобы защитить его от посторонних.

### Песня
Как и все бородастики, красноголовый бородастик является очень голосистым и издает короткие, повторяющиеся звуки, которые часто можно услышать в местах его обитания. Крики бородастика напоминают стук молотка кузнеца, что и дало виду его общее название. Эти звуки — одни из самых узнаваемых и распространенных в Южной Азии, их можно услышать почти в каждом крупном городе, и они, по-видимому, одинаковы по всему ареалу вида.

Красноголовый бородастик издает крики в самую жаркую часть дня и даже в лунные ночи. Птицы поют рано утром, затем активность вокализации снижается примерно с 07:00 до 08:00, после чего снова увеличивается с вторым пиком активности в конце дня. Песни поются в течение всего года, но особенно часты и выражены в брачный сезон.

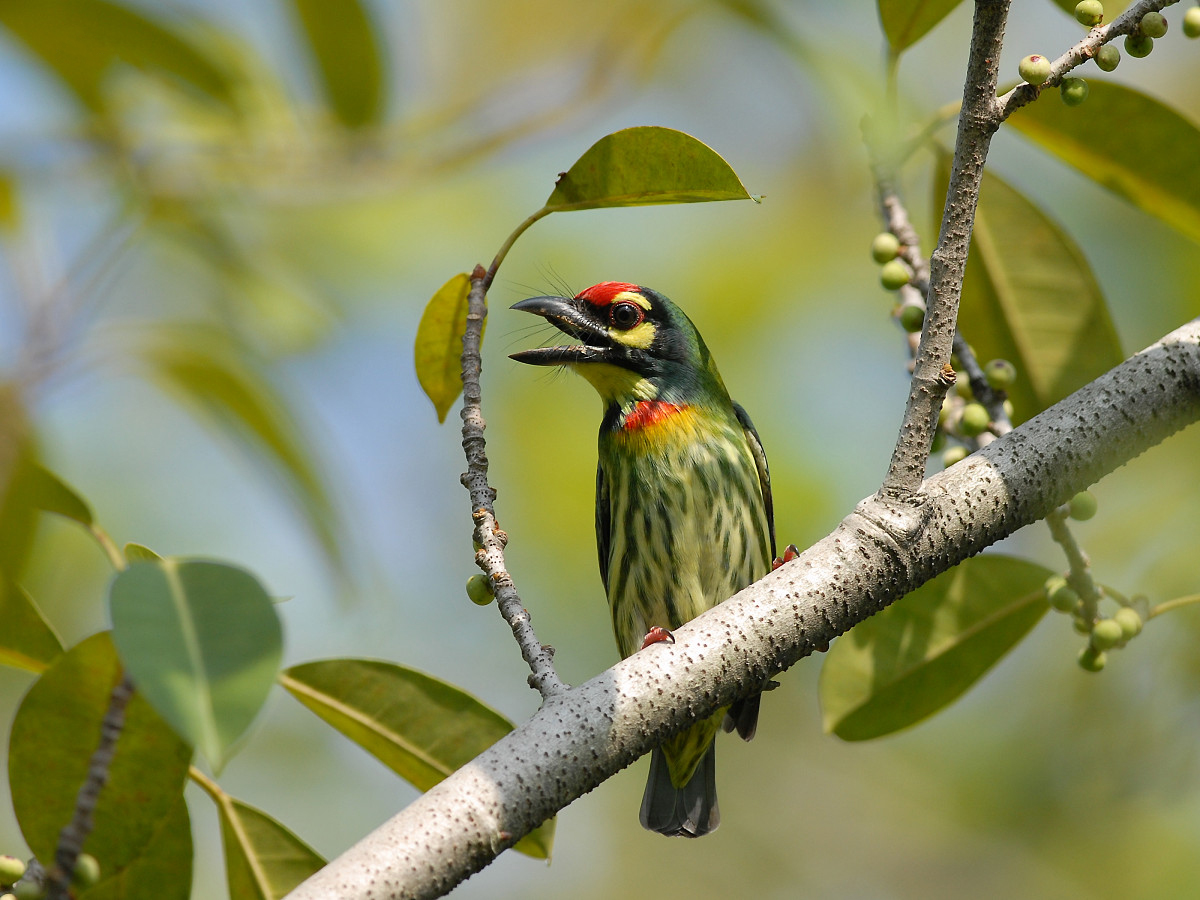
Файл:Megalaima haemacephala - Coppersmith Barbet XC122982.ogg

Песня обычно слышна в течение дня с вершины дерева и состоит из длинной серии звуков «дук-дук-дук» или «ток-ток-ток», темп которой сильно варьируется, но составляет около 80—200 повторений в минуту, но обычно меньше.
Вокализация имеет вентрилоквистический характер, когда птица поворачивает голову из стороны в сторону, что затрудняет её локализацию по звуку. Серии песен могут длиться несколько минут. Когда птица издает звук, по бокам горла надуваются горловые мешки, а интенсивность звуков становится более равномерной вскоре после начала каждой серии.
Вокализация более равномерна и непрерывна, с меньшими паузами и медленным темпом по сравнению с близкородственными видами, такими как Psilopogon malabaricus и Psilopogon rubricapillus. Совместное пение пары напоминает песню желтоклювых трахифонусов (Trachyphonus purpuratus). Песня красноголового бородастика напоминает крик большого козодоя (Caprimulgus indicus), но вокал бородастика медленнее и обычно тише. Есть сообщения о том, что розовобоюхий настоящий бюльбюль (Pycnonotus cafer) имитирует песню этого вида.

### Питание
Красноголовый бородастик преимущественно плодояден, но вообще имеет разнообразный рацион. Обычно питается высоко на деревьях, добывает пищу поодиночке или парами, иногда до 70 особей на одном дереве, в основном в кронах.
Обычно прыгает по ветвям в поисках фруктов, но также работает на коре, используя хвост для баланса. Может ловить насекомых в полете. Розовобрюхий настоящий бюльбюль (Pycnonotus cafer) иногда отбирает пищу у этого вида силой.

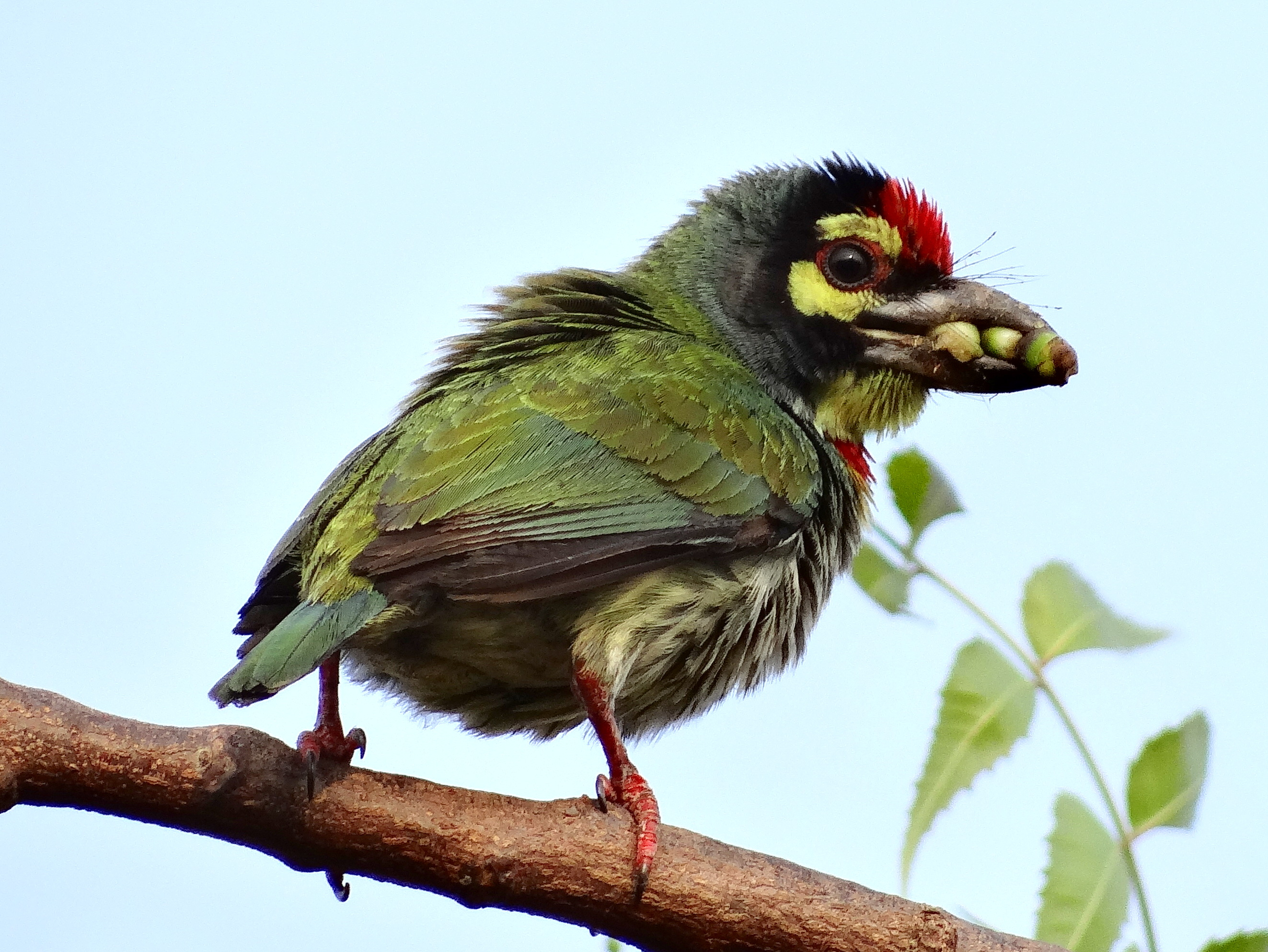
Красноголовый бородастик с плодами фикусами

Питается плодами фикусов, манго, костянками, ягодами, цветами (Delonix regia и Chorisia speciosa). В одном исследовании рациона на юге Индии, 90 % наблюдений кормления (n = 30) приходилось на Ficus, с другими потребляемыми фруктами, такими как Lannea coromandelica, Syzygium cumini и Ziziphus oenoplia. Также питается мелкими насекомыми, включая жуков, червей, сверчков, богомолов, кузнечиков, крылатых термитов и различными личинками насекомых. В день съедает ягод в 1,5—3 раза больше собственной массы тела.
Поскольку в рационе преобладают фрукты, красноголовые бородастики являются основными распространителями семян мелкоплодных растений и играют важную роль в поддержании здоровья экосистемы. Однако, это может вызывать негативные последствия, особенно когда они питаются экзотическими видами фикусов, такими как фикус Бенджамина или фикус священный, впоследствии распространяя их семена в лесных районах и расширяя ареал этих экзотических растений.
Птицы в неволе питаются молоком, фигами, виноградом, бананами, ягодами лантаны, шелковицей и тараканами.

### Размножение
Гнездо создают оба партнёра. Самка откладывает 2—4 яйца (обычно 3), которые с самцом высиживают по очереди, это занимает около 15 дней, после чего птенцов кормят оба родителя в течение следующих 30 или около того дней.
Как и все бородастики, этот вид использует животную пищу (насекомых) для кормления своих птенцов, сразу после вылупления из яиц или когда им требуются питательные вещества, необходимые для роста и развития.

## Классификация
Вид был описан Филиппом Мюллером в 1776 году. Ранее был помещен в род Megalaima как Megalaima haemacephala.

### Подвиды
По данным базы Международного союза орнитологов в составе вида Psilopogon haemacephalus выделяют 9 подвидов:
- Psilopogon haemacephalus indicus (Latham, 1790). Распространены от северо-восточного Пакистана, Индии и Шри-Ланки до Китая, Вьетнама и юга Малайзии
- Psilopogon haemacephalus delicus (Parrot, 1907). Суматра;
- Psilopogon haemacephalus roseus  (Dumont, 1805). Ява и Бали;
- Psilopogon haemacephalus haemacephalus  (Müller, 1776). Номинативный подвид. Острова Лусон и Миндоро (Филиппины);
- Psilopogon haemacephalus celestinoi  (Gilliard, 1949). Острова Самар, Лейте, Катандуанес, Билиран (Филиппины);
- Psilopogon haemacephalus mindanensis  (Rand, 1948). Остров Минданао (южные Филиппины);
- Psilopogon haemacephalus intermedius  (Shelley, 1891). Остров Себу (Филиппины);
- Psilopogon haemacephalus homochroa  (Dziadosz & Parkes, 1984). Острова Таблас, Ромблон, Мастабе (Филиппины);
- Psilopogon haemacephalus cebuensis (Dziadosz & Parkes, 1984). Остров Себу.

## На марках
Изображен на марках Бангладеш (серия «Birds of Bangladesh» 2016 года), Палау и Шри-Ланки.

## Галерея

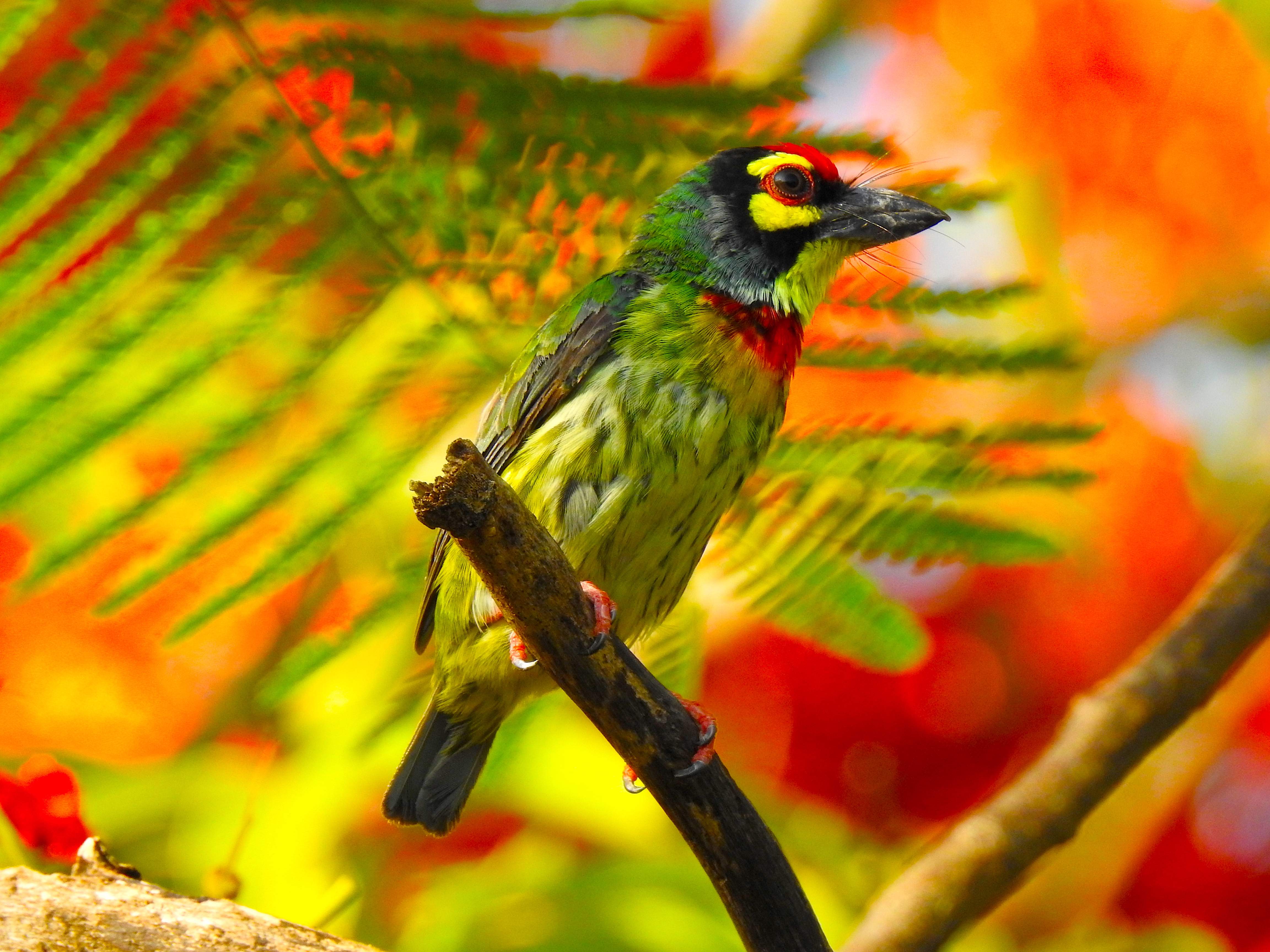
Самец красноголового бородастика
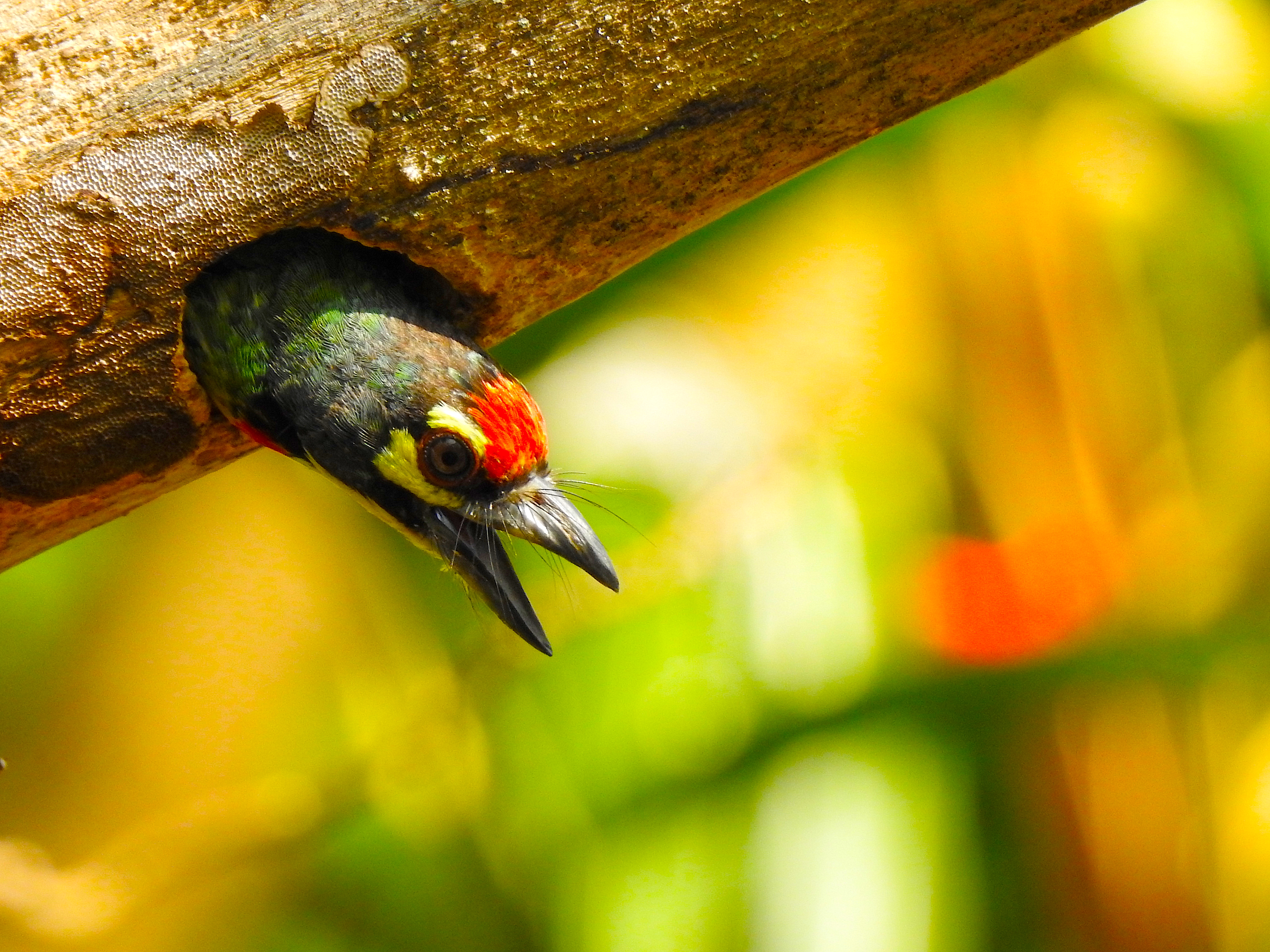
Птица в дупле
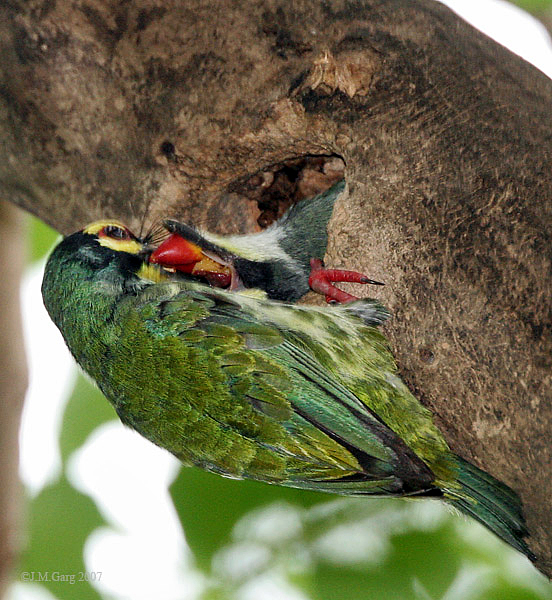
Кормление птенцов
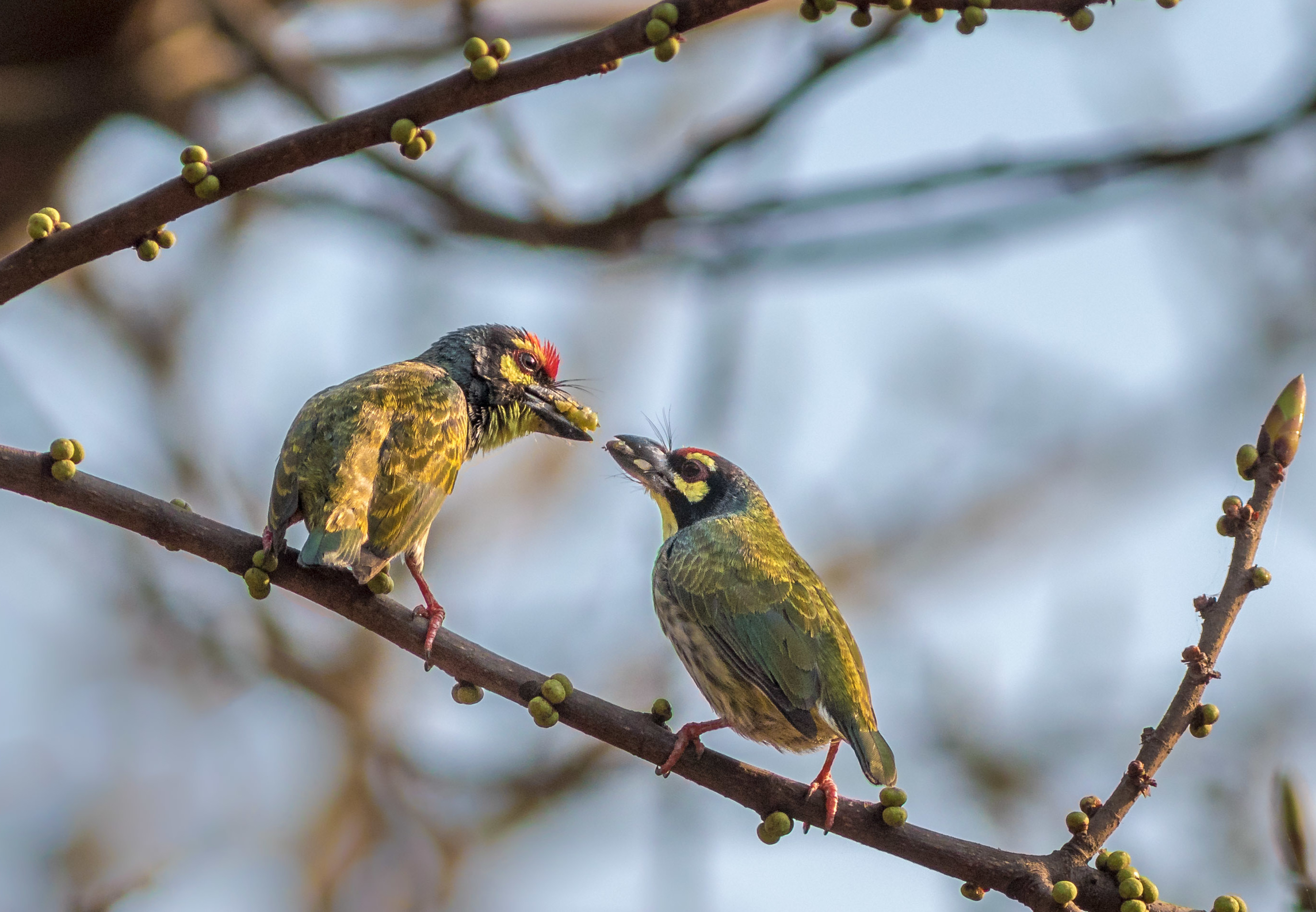
Угощение самки — один из элементов брачной игры
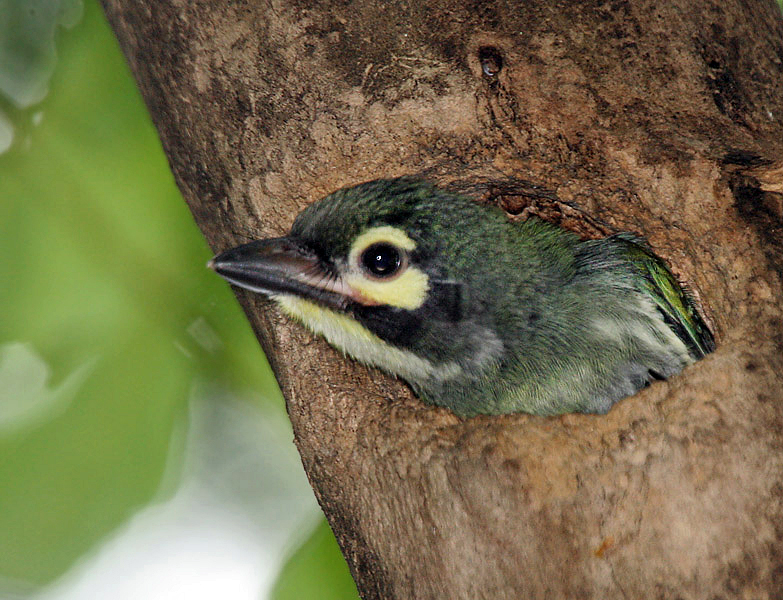
Молодая особь в дупле
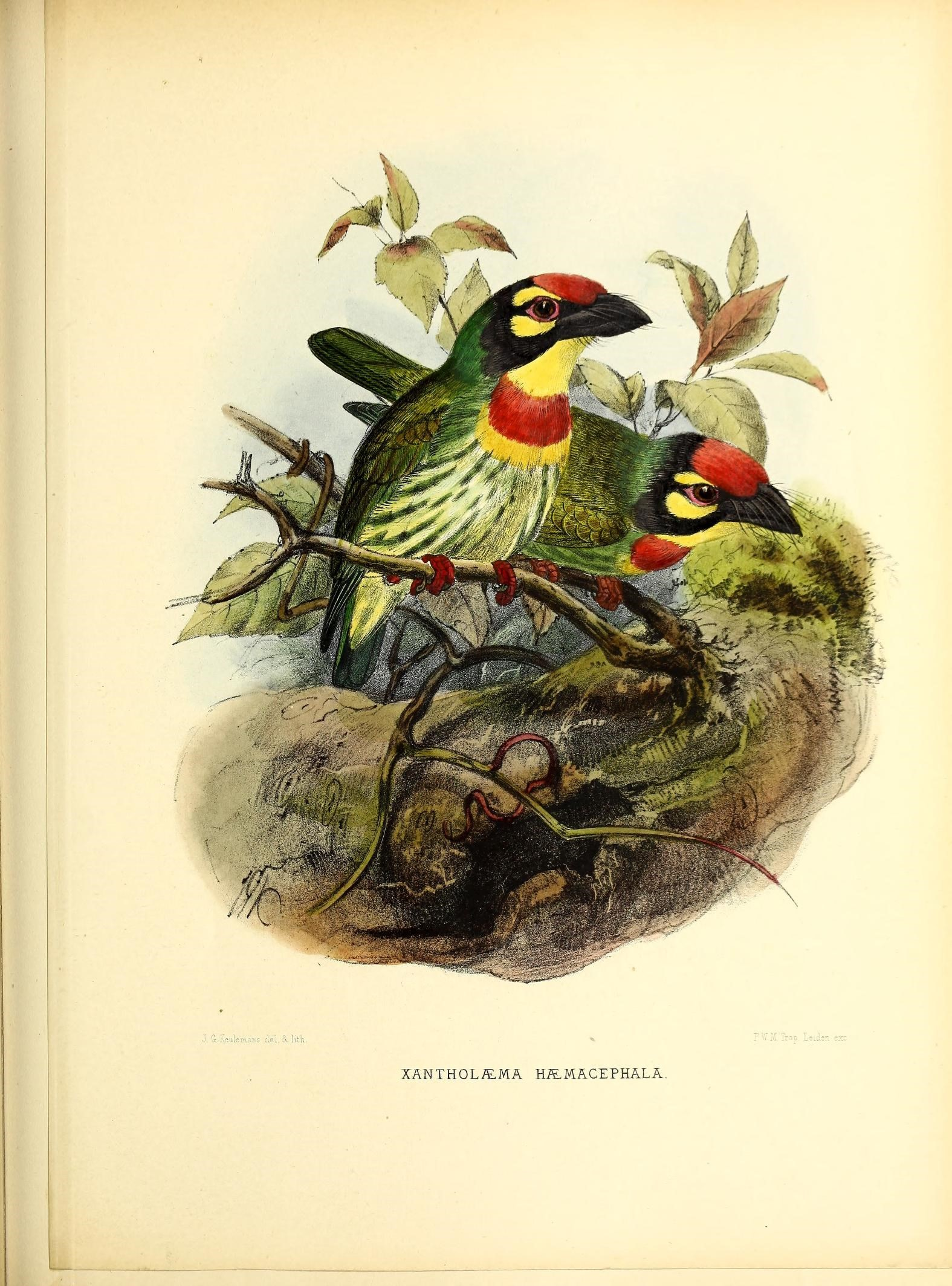
Иллюстрация из монографии о бородастиках